# Karl Harris
Karl Harris (Sheffield, 21 ottobre 1979 – Isola di Man, 3 giugno 2014) è stato un pilota motociclistico britannico.
Vincitore del campionato Europeo della classe Superstock nel 1999. 

## Carriera
Inizia a correre nei campionati nazionali britannici nel 1996. Nel 1998 si classifica ventisettesimo nel campionato europeo Supersport. Nel 1999 fa il suo debutto nell'edizione inaugurale della Superstock 1000 FIM Cup. Vince il titolo a bordo di una Suzuki GSX-R750 del team GR Motorsport dopo un duello con lo spagnolo Daniel Oliver, su Aprilia RSV 1000 del team Aprilia Desmo Racing, durato tutta la stagione.
Nel 2000 è pilota titolare nel campionato mondiale Supersport in sella ad una Suzuki GSX-600 del team Metalsistem Endoug. Non ottiene risultati di rilievo e chiude la stagione al ventiduesimo posto in classifica piloti.
Nel 2001 partecipa,  in qualità di wild card, alle gare in territorio britannico del mondiale Supersport in sella ad una Suzuki GSX-R600 del team Crescent Racing. Migliora sensibilmente le prestazioni rispetto alla stagione precedente chiudendo entrambi gli eventi nei primi dieci. A fine stagione si piazza ventunesimo in classifica piloti con diciassette punti ottenuti.
Già dal 2000 torna attivo nei campionati britannici di Superbike e Supersport dove corre negli anni successivi. Si laurea campione nazionale Supersport nel 2000, 2003 e 2004. Nel 2011 gareggia nella seconda parte di stagione nel British Superbike Championship dove, in sella ad un'Aprilia chiude ventinovesimo. Nel 2012, con una Kawasaki si classifica ventunesimo.
L'ultima apparizione in un campionato mondiale risale al 2008, quando partecipa al Gran Premio di Brands Hatch nella classe Supersport in sella ad una Yamaha YZF-R6 del team Yamaha World Supersport in sostituzione dell'infortunato Fabien Foret. Chiude la gara con un ritiro.
Perde la vita il 3 giugno 2014 a seguito di una caduta mentre gareggiava nel Tourist Trophy, nella categoria Superstock.

## Risultati in gara nel mondiale Supersport
| 1998 | Moto   |  |  |  |  |  |  |  |     |  |  |  |  |  | Punti | Pos. |
| ---- | ------ |  |  |  |  |  |  |  | --- |  |  |  |  |  | ----- | ---- |
| 1998 | Suzuki |  |  |  |  |  |  |  | Rit |  |  |  |  |  | 0     |      |

| 1999 | Moto   |  |  |  |  |  |  |    |     |  |    |   |  |  | Punti | Pos. |
| ---- | ------ |  |  |  |  |  |  | -- | --- |  | -- | - |  |  | ----- | ---- |
| 1999 | Suzuki |  |  |  |  |  |  | 21 | Rit |  | 11 | 4 |  |  | 18    | 20º  |

| 2000 | Moto   |     |     |     |    |     |    |    |     |    |    |   |  |  | Punti | Pos. |
| ---- | ------ | --- | --- | --- | -- | --- | -- | -- | --- | -- | -- | - |  |  | ----- | ---- |
| 2000 | Suzuki | Rit | Rit | Rit | 23 | Rit | 18 | 13 | Rit | NP | 12 | 9 |  |  | 14    | 22º  |

| 2001 | Moto   |  |  |  |  |   |  |  |   |  |  |  |  |  | Punti | Pos. |
| ---- | ------ |  |  |  |  | - |  |  | - |  |  |  |  |  | ----- | ---- |
| 2001 | Suzuki |  |  |  |  | 7 |  |  | 8 |  |  |  |  |  | 17    | 21º  |

| 2008 | Moto   |  |  |  |  |  |  |  |  |     |  |  |  |  | Punti | Pos. |
| ---- | ------ |  |  |  |  |  |  |  |  | --- |  |  |  |  | ----- | ---- |
| 2008 | Yamaha |  |  |  |  |  |  |  |  | Rit |  |  |  |  | 0     |      |

| Legenda | 1º posto        | 2º posto            | 3º posto           | A punti      | Senza punti        | Grassetto – Pole position Corsivo – Giro più veloce |
| Legenda | Gara non valida | Non qual./Non part. | Ritirato/Non class | Squalificato | '-' Dato non disp. | Grassetto – Pole position Corsivo – Giro più veloce |